# Xã Rolla, Quận Phelps, Missouri
Xã Rolla (tiếng Anh: Rolla Township) là một xã thuộc quận Phelps, tiểu bang Missouri, Hoa Kỳ. Năm 2010, dân số của xã này là 17.696 người.